# Sociální demokracie Polska
Sociální demokracie Polska (polsky Socjaldemokracja Polska, SDPL) je polská sociálnědemokratická politická strana. Strana klade důraz na sociální solidaritu a sekularismus, je proevropská. Strana vznikla v dubnu 2004 odštěpením od Svazu demokratické levice v reakci na aféry, které způsobily katastrofální propad preferencí postkomunistů. K této straně přešel mj. maršálek (předseda) Sejmu Marek Borowski. V nově založeném poslaneckém klubu SdPl nakonec skončilo 33 poslanců a 10 senátorů. Ve volbách do Evropského parlamentu v roce 2004 strana získala tři mandáty, v následujících volbách nezískala žádný mandát. V parlamentních volbách v roce 2005 strana nezískala žádný mandát. V parlamentních volbách v roce 2007 kandidovala strana jako součást volební koalice Levice a demokrati, kde obdržela 10 mandátů.